# Madonna Wayne Gacy

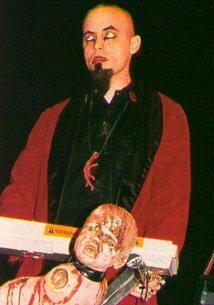
Madonna Wayne Gacy, 1995

Madonna Wayne Gacy, även kallad Pogo (egentligen Stephen Gregory Bier Jr.), född 6 mars 1964 i Fort Lauderdale, Florida, USA, är en amerikansk musiker. Han var keyboardist i bandet Marilyn Manson från 1989 till 2007.
Artistnamnet "Madonna Wayne Gacy" är en sammansättning av sångerskan Madonna och seriemördaren John Wayne Gacy. "Pogo" syftar på det namn Gacy använde då han uppträdde som clown för barn på sjukhus.

## Diskografi

### Marilyn Manson
- Portrait of an American Family (1994)
- Smells Like Children (1995)
- Antichrist Superstar (1996)
- Mechanical Animals (1998)
- The Last Tour on Earth (1999)
- Holy Wood (In the Shadow of the Valley of Death) (2000)
- The Golden Age of Grotesque (2003)
- Lest We Forget (2004)